# Alfonso al Spaniei, Prinț de Asturia
Alfonso, Prinț de Asturia (Alfonso Pío Cristino Eduardo Francisco Guillermo Carlos Enrique Eugenio Fernando Antonio Venancio Borbón y Battenberg (10 mai 1907 – 6 septembrie 1938), a fost infante al Spaniei și moștenitor al tronului Spaniei din 1907 până în 1931.

## Biografie

### Primii ani
Alfonso a fost cel mai mare copil al regelui Alfonso al XIII-lea al Spaniei și a soției lui, Victoria Eugenia de Battenberg. A moștenit hemofilia pe linie maternă. A fost strănepot al reginei Victoria a Regatului Unit. El și fratele său mai mic, Gonzalo, ambii cu hemofilie, purtau jachete speciale care îi protejau de accidente.
A fost al 1.120-lea cavaler al Ordinului Lânii de Aur din Spania în 1907.
Tatăl său s-a confruntat cu dificultăți politice care au dus la detronarea sa în 1931 iar Spania a devenit republică. Familia a plecat în exil.

### Căsătorii
Alfonso a renunțat la drepturile sale succesorale pentru a se căsători la 21 iunie 1933 cu Edelmira Ignacia Adriana Sampedro-Robato; Alfonso și-a luat titlul de Conte de Covadonga. Cuplul a divorțat în 1937 și nu a avut copii.
La 3 iulie 1937 s-a recăsătorit la Havana cu Marta Ester Rocafort-Altazarra. Au divorțat la 8 ianuarie 1938 și nu au avut copii.
Alfonso a avut un copil nelegitim cu María Mercedes Flores de Apodaca în 1932, Alphonse de Bourbon.

### Deces
Alfonso a murit după un accident de mașină în 1938 la vârsta de 31 de ani. A avut leziuni minore însă hemofilia i-a fost fatală.